# Lavasoft
Lavasoft là một công ty phát triển phần mềm máy tính thường hay được nhớ đến như là một công ty chuyên phát triển các loại phần mềm chống phần mềm gián điệp. Sản phẩm chính của công ty này Ad-Aware đã được trên 200 triệu máy tính trên thế giới sử dụng. Phiên bản miễn phí và có thể dễ dàng tải về được gọi tên là Ad-Aware SE. Ngoài ra còn có các phiên bản trả phí được gọi tên là Ad-Aware Plus, Professional Enterisprise. Ngoài ra công ty còn có một sản phẩm tường lửa có tên là Lavasoft Personal Firewall..
Trụ sở chính của Lavasoft được đặt tại Gothenburg, Thụy Điển. Nó được thành lập năm 1999 bởi Nicolas Stark, cha đẻ của Ad-Aware.
Công ty hiện đang được quản lý và điều hành bởi Ann-Christine Åkerlund cùng với Nicolas Stark.
Mạng lưới của Lavasoft hiện tại có trên 4000 thành viên trải khắp 120 nước trên toàn thế giới.
- Anti-spyware products Ad-Aware SE Personal, Plus, Professional and Enterprise editions
- Lavasoft Personal Firewall
- Ad-Aware 2007 (Beta #7) Last Update: 8 tháng 5 năm 2007

- trang chủ của Lavasoft

- trang chủ của Lavasoft
- Thông tin về Lavasoft